# Alfried Defever
Alfried Defever né à Anvers le 28 février 1874 et décédé à Berchem le 6 octobre 1929 est un architecte belge  actif à Anvers en réalisant notamment des immeubles de style Art nouveau.

## Carrière
Alfried Defever a étudié l'architecture à l'Académie royale d'Anvers de 1888 à 1895.
À partir de 1900, l'architecte August Cols devient son partenaire. Ensemble, ils deviennent des représentants majeurs de la scène architecturale anversoise. Ils avaient leur bureau dans la maison d'August Cols au no 35 de Mechelsesteenweg. Leur commanditaire principal était la Zurenborgse Maatschappij voor het Bouwen van Burgerhuizen (société de Zurenborg pour la construction de maisons bourgeoises). Ils ont souvent réalisé des suites, séquences ou ensembles de plusieurs bâtiments. Une de leurs œuvres la plus connue est l'ensemble Den Tijd, une suite de cinq immeubles de style Art nouveau situés Waterloostraat à Anvers.

## Principales réalisations
Tous ces immeubles ont été réalisés en collaboration avec August Cols.
- Maison ou Villa De Waterlelies, Cogels-Osylei 42, 1900
- Ensemble De Pauw, Waterloostraat 8-12, 1900
- Ensemble Notus, Zephyr, Eurus en Boreas, Grotehondstraat 38-40, 46-48, 1901
- Ensemble Den Tijd, Waterloostraat, 55 à 63, 1903
- Plantin en Moretuslei 110-116, 1906
- Lange Lozanastraat 43, 1906
- Maison De Zonnewijzer, Cogels-Osylei 59, 1909
- Ensemble Het Water, Generaal Capiaumontstraat 22 et Velodroomstraat 13, 1911

## Sources
- (nl) https://inventaris.onroerenderfgoed.be/dibe/persoon/834 Site des Monuments historiques] de la Région flamande, avec notices individuelles, souvent détaillées, sur chacun des ouvrages de Cols-Defever.
- (nl) https://inventaris.onroerenderfgoed.be/dibe/persoon/8639